# 송도 푸르지오 하버뷰
송도 푸르지오 하버뷰(영어: Songdo Prugio Harbor View)는 대한민국 인천광역시 연수구 송도동에 위치한 초고층 아파트 단지이다. 지상 42층이고 지하 2층이다. 하버뷰가 멋있다,

## 갤러리

## 같이 보기
- 인천광역시의 마천루 목록